# 빔 다위센베르흐

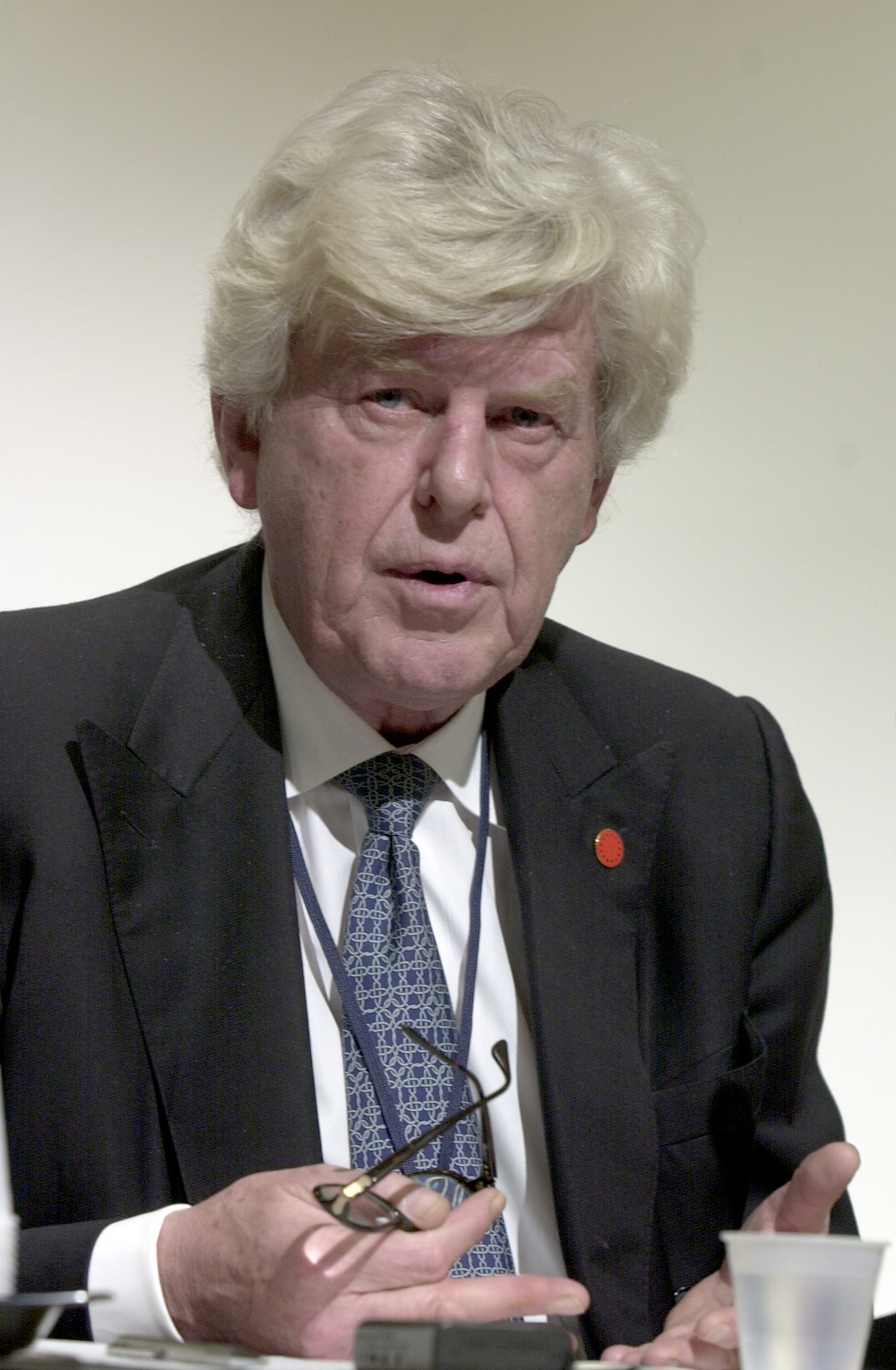
2001년 워싱턴 DC에 있는 국제통화기금 근무할 당시의 빔 다위센베르흐

빌렘 프레데리크 다위센베르흐(네덜란드어: Willem Frederik Duisenberg, 1935년 7월 9일~2005년 7월 31일)는 네덜란드의 금융 정책가이자 1998년부터 2003년까지 초대 유럽 중앙은행 총재였다.

## 생애

### 유년 시절
다위센베르흐는 프리슬란트주 헤이렌베인에서 태어났다. 흐로닝언 대학교에서 국제 경제 관계를 전공하며 경제학을 공부했으며, 1965년에 논문 '무장 해제의 경제학론'으로 박사학위를 받았다.

### 경력
다위센베르흐는 일 년 가량을 암스테르담에 있는 네덜란드 중앙은행에서 이사 고문으로 일한 뒤 워싱턴에 있는 국제통화기금에서 몇 년간 일했다. 그 후 암스테르담 대학에서 거시경제학 교수로 임명되었다.
1973년부터 1977년까지 다위센베르흐는 요프 덴 아윌 총리 정부의 금융장관이 되었으나 라보은행 부은행장으로 임명되면서 사퇴하게 된다. 2년 후 그는 네덜란드 중앙은행 총재로 임명되어 1982년부터 1987년까지 역임했다.
재임 기간 동안 네덜란드 휠던 통화는 독일 마르크와 상호 교환되었고 네덜란드 경제에 독일 통화가 영향을 주는 이득을 주었다. 그는 독일 중앙은행의 금리 정책을 받아들였다. 그가 이를 받아들일 때 매우 신속하게 받아들였기 때문에 '15분의 신사'라는 별명이 붙었다.

### 초대 유럽 중앙은행 총재 취임
그가 마련한 통화 정책의 성공을 바탕으로 그는 유럽 전역에 알려지게 되었고 1998년에 독일 프랑크푸르트에 설립된 유럽 중앙은행 총재에 취임하게 되었다. 당시 프랑스 중앙은행 총재였던 장클로드 트리셰가 취임할 때까지 약 4년을 재임하면서 조약을 이끌어냈다. 다위센베르흐는 그의 68회 생일인 2003년 7월 9일에 퇴임을 발표하고, 트리셰 프랑스 중앙은행 총재가 리옹신용은행의 부도와 관계된 사기 사건으로 사임할 때까지 집무하였다. 트리쉐는 2003년 11월 1일 초대 유럽 중앙은행 총재에 취임하게 되었다.

### 사망
다위센베르흐는 2005년 7월 31일에 프랑스 포숑에 있는 휴양지에서 수영을 하던 도중에 심장마비로 사망했다. 이는 끊임없는 그의 흡연 때문에 악화된 것으로 추정된다. 다위센베르흐의 장례식은 2005년 8월 6일에 네덜란드 암스테르담에서 열렸으며 다위센베르흐는 암스테르담에 있는 조르그블리트 묘지에 묻혔다.